# Лужанська сільська рада
| Лужанська сільська рада — колишній орган місцевого самоврядування у Рахівському районі Закарпатської області з адміністративним центром у с. Луг. Сільській раді підпорядковані населені пункти: - с. Луг |

## Склад ради
Рада складалася з 16 депутатів та голови.

## Керівний склад сільської ради
| ПІБ                       | Основні відомості                                                                  | Дата обрання | Дата звільнення |
| ------------------------- | ---------------------------------------------------------------------------------- | ------------ | --------------- |
| Волощук Григорій Іванович | Сільський голова, 1952 року народження, освіта, член Соціалістичної партії України | 26.03.2006   | 31.10.2010      |
| Волощук Григорій Іванович | Сільський голова, 1952 року народження, освіта вища, член партії Єдиний Центр      | 31.10.2010   | 02.09.2013      |

Примітка: таблиця складена за даними джерела

## Населення
Згідно з переписом УРСР 1989 року чисельність наявного населення сільської ради становила 1786 осіб, з яких 842 чоловіки та 944 жінки.
За переписом населення України 2001 року в сільській раді мешкало 1970 осіб.

### Мова
Розподіл населення за рідною мовою за даними перепису 2001 року:
| Мова       | Відсоток |
| ---------- | -------- |
| українська | 98,59 %  |
| російська  | 0,96 %   |
| румунська  | 0,15 %   |
| молдовська | 0,10 %   |
| болгарська | 0,05 %   |